# Pine Creek 66A
Pine Creek 66A är ett reservat i Kanada.   Det ligger i provinsen Manitoba, i den sydöstra delen av landet, 1 900 km väster om huvudstaden Ottawa.
Runt Pine Creek 66A är det glesbefolkat, med 8 invånare per kvadratkilometer.